# Viva Zapata!
Viva Zapata! – dramat historyczny z 1952 roku w reżyserii Elii Kazana.
Film opowiada o życiu meksykańskiego rewolucjonisty Emiliano Zapaty (Marlon Brando), który wraz z Pancho Villa (Alan Reed) sprzeciwia się tyrańskim rządom prezydenta Porfirio Díaza.

## Obsada
- Marlon Brando – Emiliano Zapata
- Alan Reed – Pancho Villa
- Henry Silva – Peon
- Frank Silvera – Huerta
- Mildred Dunnock – Senora Espejo
- Margo – Soldadera
- Arnold Moss – Don Nacio
- Joseph Wiseman – Fernando
- Anthony Quinn – Eufemio
- Jean Peters – Josefa Zapata

## Nagrody
- Oscar dla najlepszego aktora drugoplanowego – Anthony Quinn
- BAFTA w kategorii najlepszy aktor pierwszoplanowy – Marlon Brando
- Międzynarodowy Festiwal Filmowy w Cannes – Złota Palma – Marlon Brando